# Старофилинская улица
Старофи́линская у́лица — улица на севере Москвы в Молжаниновском районе Северного административного округа, проходящая от Новосходненского шоссе до платформы «Молжаниново» Октябрьской железной дороги.

## Происхождение названия
Улица названа в 1986 году по бывшей подмосковной деревне Филино, вошедшей в состав Москвы в 1985 году (сельцо Филино известно с 1584 года, название от неканонического имени Филин (с XV века) или уменьшительной формы Филя имён Филимон, Филипп). В бывшей подмосковной деревне Филино существовал проезд, соединявший Новосходненского шоссе и  платформу «Планерная», без названия, длиной 360 метров, и шириной 8 метров, на котором находилось 16 жилых домов и здание ВДПО.

## Расположение
Улица начинается от Новосходненского шоссе в районе Химкинского кладбища, проходит на северо-восток до железнодорожных путей Октябрьской железной дороги у платформы «Молжаниново» напротив Лужской улицы. Сейчас протяжённость улицы 440 метров (439 метров).
На улице расположены следующие дома под номерами (№): 2, 2А, 3, 3 строение № 1, 3 строение № 2, 4, 5, 7, 9, 11, 13, 15, 17.